# Michael (Glee)
«Michael» es el undécimo episodio de la tercera temporada de la serie de televisión Glee y el quincuagésimo quinto de su cómputo general. Escrito por Ryan Murphy y dirigida por Alfonso Gómez-Rejon, el episodio se emitió en Fox en los Estados Unidos el 31 de enero de 2012. Se trata de un episodio especial de homenaje a Michael Jackson, y cuenta con nueve de sus canciones.
Las críticas fueron variadas ampliamente para el episodio: algunos consideraban que era lo mejor de la tercera temporada hasta la fecha, y los demás fueron bastante críticos, aunque la mezcla global fue algo más positivo que negativo. Un número de encuestados señaló que los episodios de tributos han tendido a ser la luz en la serie, aunque algunos consideraron que este episodio había superado los problemas habituales de argumento que habían plagado el pasado en los tributos.
Las actuaciones musicales del episodio fueron vistas más favorablemente, muchas de las nueve representaciones fueron elogiadas, incluyendo "Wanna Be Startin' Somethin'", "Human Nature", "Smooth Criminal" y "Scream", el último sobre todo gracias al baile de Kevin McHale. Los sencillos "Bad" y "Black or White", lograron posicionarse en el ''Billboard'' Hot 100 y en el Canadian Hot 100, mientras que los demás también fueron lanzados como sencillos.
Tras su emisión inicial, fue visto por 9,07 millones de espectadores en Estados Unidos y recibió 3.7/10 dentro de la franja demográfica de 18 a 49. La audiencia total fue un 20% más desde el episodio anterior, "Yes/No".

## Trama
Los miembros del club Glee, Mercedes (Amber Riley), Santana (Naya Rivera) y Brittany (Heather Morris) se lamentan que no tuvieron la oportunidad de cantar temas musicales de Michael Jackson en las Locales, por lo que el director Will Schuester (Matthew Morrison) dice que New Directions podría incluir a Jackson para las próximas Regionales. Blaine (Darren Criss) realiza «Wanna Be Startin' Somethin'» para demostrar su sugerencia. Sin embargo, menciona esta posibilidad a Sebastián Smythe (Grant Gustin), el nuevo capitán de los Warblers de la Academia Dalton y uno de los competidores en las Regionales, y más tarde Sebastián anuncia que los Warblers actuarán en primer lugar, y que también van a hacer música de Jackson. New Directions desafía a los Warblers para el derecho a realizar canciones de M. Jackson, y se reúnen en un estacionamiento por la noche y compiten interpretando «Bad». Al final de la música, Sebastián lanza un slushie a Kurt (Chris Colfer), pero Blaine se interpone y es golpeado en la cara resultando gravemente herido.
Finn (Cory Monteith) le pregunta a Rachel (Lea Michele), la respuesta a su propuesta, ya que ha esperado los tres días que ella pidió, pero ella no está lista, por lo que le pide esperar más tiempo. Rachel le pide a Quinn (Dianna Agron) asesoramiento, y Quinn le aconseja que debe rechazar a Finn y dejar su pasado atrás, Luego Quinn revela que ha sido aceptada en Yale, ella canta «Never Can Say Goodbye» con sus exnovios Puck (Mark Salling), Finn y Sam (Chord Overstreet). Sam llama a Mercedes al auditorio y le pregunta si quiere cantar un dueto con él, ella se niega y empieza a irse, pero comienza «Human Nature» y se acerca a Sam para cantar, al finalizar se dan un beso. 
Luego se revela que la córnea de Blaine se lastimó profundamente en el incidente y necesita cirugía y el club quiere vengarse de Sebastián, Kurt dice que debe ser expulsado de la Academia Dalton, pero Will les pide que dejen que el sistema maneje la situación, pero Artie (Kevin McHale) se niega, porque está harto de que le digan que todo va a mejorar, y luego se va. A pesar de querer venganza, Kurt no está dispuesto a usar la violencia, por lo que Santana va a la Academia Dalton y acusa a Sebastián de mentir sobre la composición del slushie, él la reta a un duelo con la canción «Smooth Criminal», luego admite que añadió sal gruesa al slushie, y le lanza uno puro, Santana gra]»ba en secreto el encuentro, y les cuenta a New Directions, que a su vez, invitan a los Warblers a su auditorio, y así interpretan «Black or White», revelando a los Warblers la prueba de que Sebastián deliberadamente trató de herir a uno de ellos.
El padre de Kurt, Burt (Mike O'Malley) llama a Kurt fuera de la clase para entregarle su carta de NYADA, Kurt la abre y descubre que es uno de los finalistas para la admisión, Burt se emociona y le dice que esta orgulloso. Kurt le cuenta a Rachel, sólo para descubrir que ella no ha recibido ninguna carta de la universidad, Rachel se disuelve en lágrimas. Finn más tarde canta «I Just Can't Stop Loving You» a Rachel, y ella le dice que lo ama y que acepta su propuesta, Finn pone el anillo de compromiso en el dedo de Rachel y se besan.Ella finalmente consigue una carta finalista de NYADA y Kurt le pregunta a quien le ha contado, pero ella revela que aún no le había dicho a Finn.

## Producción

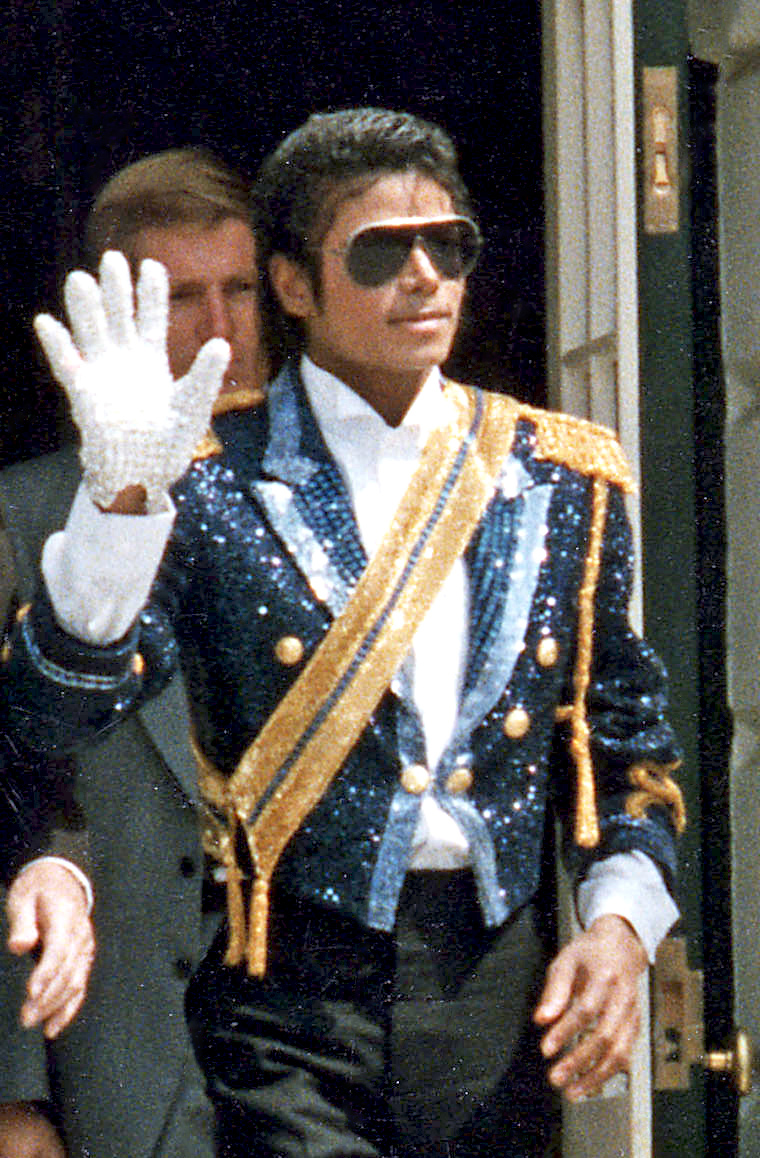
Los co-creadores de Glee, Ryan Murphy y Brad Falchuk habían querido hacer un episodio tributo a Michael Jackson (en la foto) desde la primera temporada de la serie.

Los productores ejecutivos de Glee, Ryan Murphy y Brad Falchuk habían estado planeando desde antes del terminó de la segunda temporada, otro episodio tributo que habían estado queriendo hacer desde la primera temporada, pero no quisieron revelar el nombre del artista. El 6 de diciembre de 2011, el mismo día en que se transmitió "Hold On to Sixteen", episodio que contó con tres canciones de la Familia Jackson, Murphy anunció que había obtenido por fin los derechos para hacer un episodio tributo de Michael Jackson.
El episodio fue escrito por Murphy y dirigido por Alfonso Gómez-Rejon, que había recientemente dirigido "Asian F". La filmación comenzó el 12 de diciembre de 2011, y fue interrumpido por unas vacaciones de dos semanas. Se había anunciado a finales del verano que Darren Criss, quien interpreta a Blaine Anderson, sería protagonista en Broadway en How to Succeed in Business Without Really Trying a partir del 3 al 22 de enero de 2012, con los ensayos comenzando un par de semanas antes de su debut. En ese momento, los informes dijeron que iba faltar en al menos "un episodio y un medio". La escena final la filmó antes de las vacaciones, siendo la primera canción en el episodio, por lo que Criss cantó y filmó varias escenas en el episodio en los últimos cuatro días, cantando como solista en la canción "Wanna Be Startin' Somethin'". Criss pasó cinco semanas en la ciudad de Nueva York, las últimas tres protagonizando How to Succeed in Business Without Really Trying del 3 al 22 de enero de 2012.

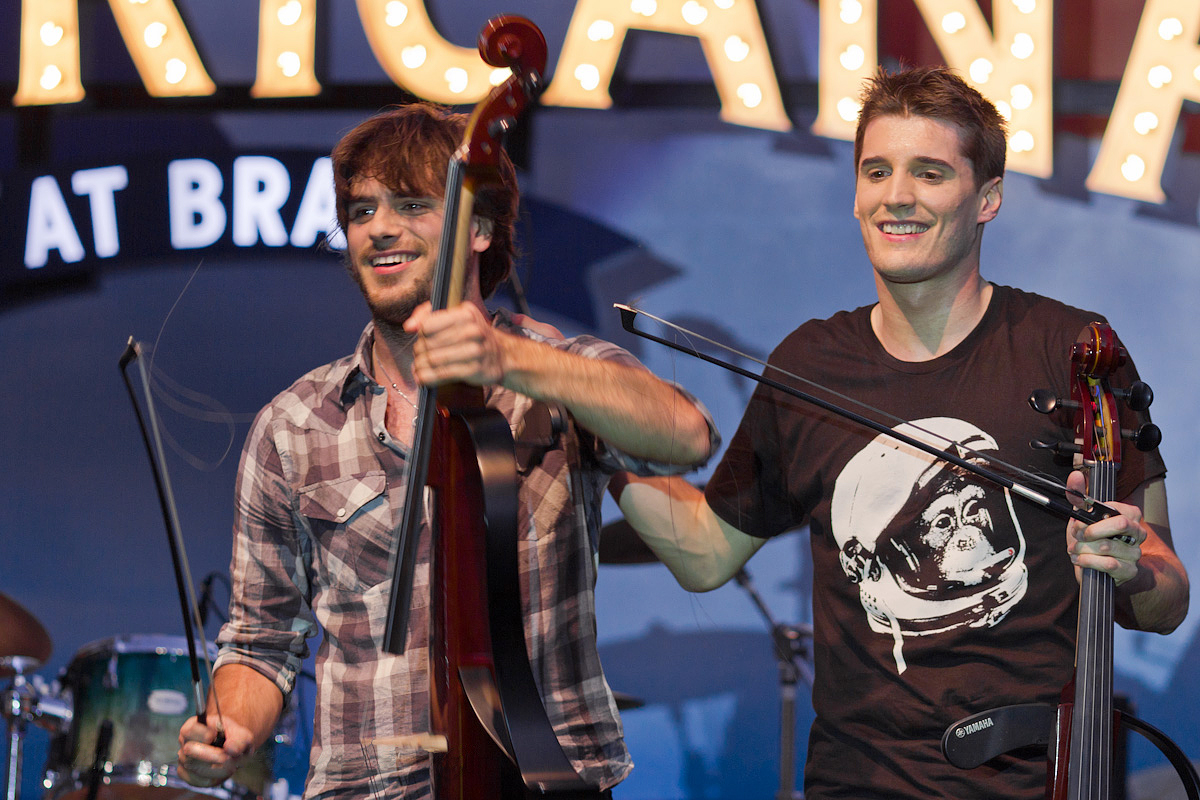
La performance de "Smooth Criminal" presentó al dúo instrumental 2Cellos (Stjepan Hauser, izquierda, y Luka Šulić, a la derecha)

Los Warblers de la Academia Dalton regresan en este episodio, e interpretan "Bad", con New Directions, la cual fue filmada en un "estacionamiento a las afueras de los Estudios de Paramount". El día anterior, varios miembros de New Directions hicieron sus primeras ubicaciones en el edificio destinado a la Academia Dalton. Los Warblers hicieron su propio número, "I Want You Back" de The Jackson 5 con Grant Gustin en la voz principal, pero la canción fue omitida en la versión final del episodio. Esta fue la segunda vez en la tercera temporada que diez actuaciones musicales fueron puestas en un episodio, pero solo nueve fueron incluidas en última instancia, La interpretación de Naya Rivera "Santa Baby" fue cortada en el episodio "Extraordinary Merry Christmas". "I Want You Back" y "Santa Baby", sin embargo, fueron lanzados como sencillos. Grant Gustin y Naya Rivera interpretaron "Smooth Criminal" apareciendo en pantalla 2Cellos como invitados musicales, Luka Šulić y Stjepan Hauser, quien se hicieron famosos con sus instrumentos interpretando la misma canción, recibiendo más de tres millones de visitas en YouTube en sus dos primeras semanas. La performance utilizada para el episodio se basa en la versión original de 2Cellos.
Los otros seis temas que se tratan en el episodio incluyen "I Just Can't Stop Loving You", interpretada por Lea Michele y Cory Monteith, la canción de The Jackson 5 "Never Can Say Goodbye", fue cantada por Dianna Agron, "Ben", fue cantada por Chris Colfer, Lea Michele y Cory Monteith, "Black or White", con Amber Riley, Naya Rivera, Lea Michele, Kevin McHale y Chris Colfer, "Human Nature", cantada por Amber Riley y Chord Overstreet, y "Scream" de Michael y Janet Jackson, canción interpretada por Kevin McHale y Harry Shum, Jr.. "Human Nature" fue reportada originalmente como parte de un mash-up con "Nature Boy" de Nat King Cole.  pero finalmente fue interpretada solo la canción de Jackson. Siendo todas disponibles para descargar como sencillos. Los actores invitados en el episodio son el padre de Kurt, Burt Hummel (Mike O'Malley), los miembros del Club Glee, Sam Evans (Chord Overstreet) y Rory Flanagan (Damian McGinty), y Sebastián Smythe (Grant Gustin) de la Academia Dalton.

## Recepción

### Audiencia
«Michael» fue transmitido por primera vez el 31 de enero de 2012 en los Estados Unidos por FOX. El episodio recibió una cuota de pantalla de 3,7/10 dentro de la franja demográfica de 18 a 49 y atrajo a 9,07 millones de espectadores estadounidenses durante su emisión inicial, un aumento de más del 20% del 3,1/8 y de 7,50 millones de espectadores del episodio anterior «Yes/No», que fue transmitido el 17 de enero de 2012. En Canadá, 1,84 millones de espectadores vieron el episodio en el mismo día de su estreno original. Fue el décimo programa más visto de la semana, hasta dos ranuras y un 14% de los 1,61 millones de espectadores que vieron "Yes/No" dos semanas antes.
En el Reino Unido «Michael»  fue puesto al aire el 8 de marzo de 2012 a través de la cadena televisiva Sky 1 fue visto por 682,000 mil espectadores, bajo un 15% de nivel de audiencia respecto a su episodio «Yes/No» . En Australia fue puesto al aire el 2 de febrero de 2012, fue seguido por 535,000 mil espectadores convirtiendo en el decimotercer programa más visto de la noche

### Recepción de la crítica
El episodio tuvo un recibimiento muy variado por la crítica especializada, que van desde Erica Futterman de Rolling Stone, lo calificó como «el mejor episodio de la tercera temporada». Juan Kubicek de BuddyTV, quien describió el episodio como «simplemente tonto y ridículo», aunque en general fue algo más positivo que negativo. Raymund Flandez de The Wall Street Journal escribió que «el episodio tenía buen ritmo, tanto en el baile como en el canto», aunque él no estaba contento con el número de canciones que se incluyeron. Joseph Brannigan Lynch de Entertainment Weekly dijo sobre el episodio: «contiene algunos de los mejores momentos dramáticos de esta temporada y al mismo tiempo en las actuaciones musicales». Crystal Bell de The Huffington Post dijo que ella estaba «un poco decepcionada» por el episodio, y también comento que «no estuvo a la altura de la grandeza que es Michael Jackson». Robert Canning de IGN le dio al episodio un 8 de 10, y lo calificó como «algo más que un episodio temático» en el que se «conecta a los personajes» que no habían «tenido protagonismo» desde la primera temporada.

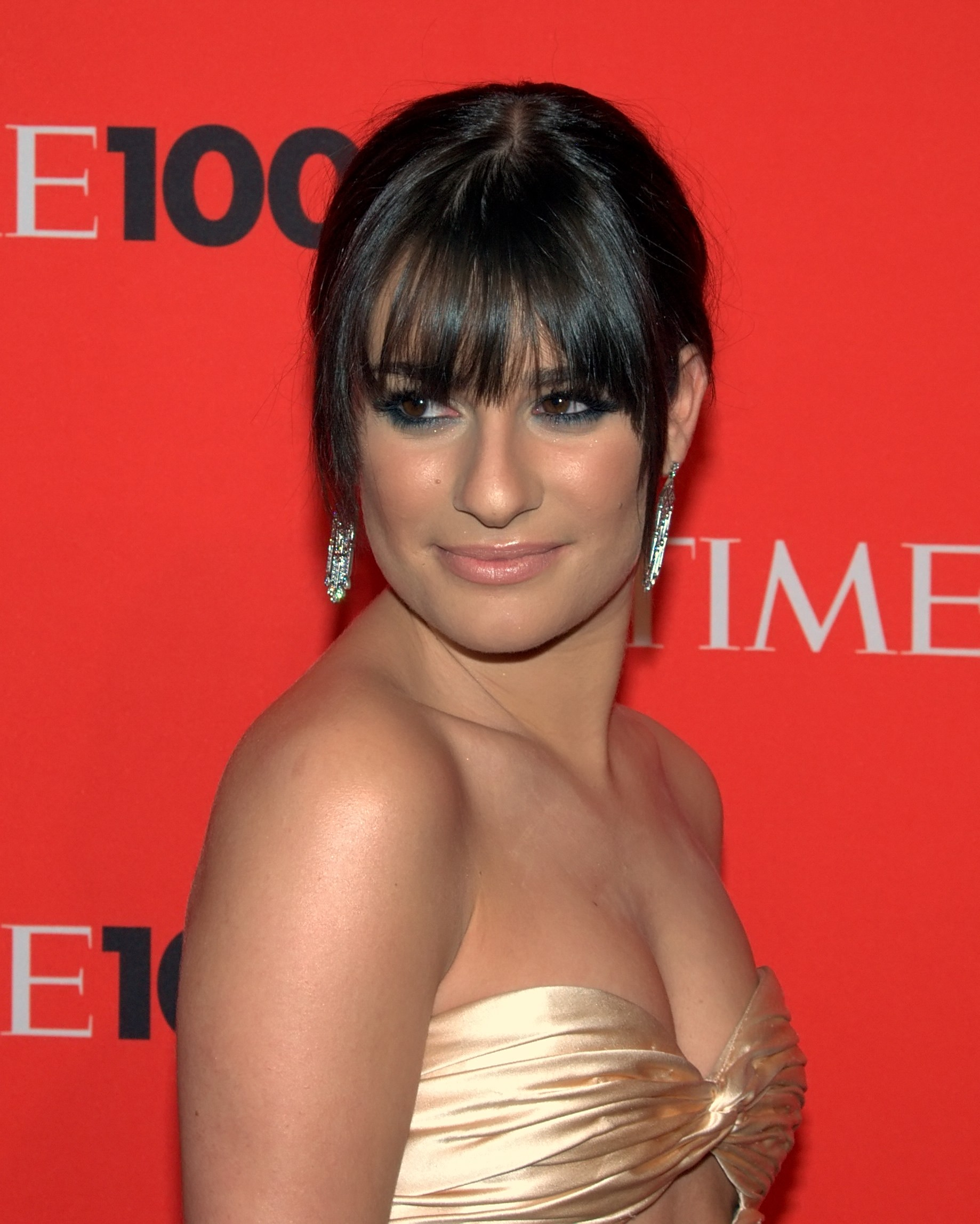
La escena en la que Rachel (Lea Michele, en la foto) «se quiebra frente a Kurt» fue elogiada por los críticos.

Kevin P. Sullivan de MTV resumió el episodio de la siguiente manera: "Cuando todo estaba dicho y hecho, fue otro episodio tributo, algo que no puede ser pronunciada por un admirador de Glee, sin un suspiro y un aburrimiento en la mirada". Bell observó que los episodios de tributo por lo general significa que «todo el sentido de continuidad argumental se lo impide», pero este se situó «en la parte superior de todos los episodios tributo de Glee, porque a pesar de que era absurdo, a veces, por lo menos hubo un argumento con sentido». Futterman fue más de cortesía y lo describió como el «episodio tributo más esforzoso», y escribió Canning que «con canciones que conocemos y amamos e historias que realmente se conectan y se entregan algunos momentos significativos y en movimiento» era «más que un episodio tributo». Jen Chaney de The Washington Post, sin embargo, pensó que era muy parecido a los tributos anteriores en que también «aparecen dispersas líneas de la trama diseñada para incluir tantas canciones del artista como sea posible», y también dijo «idealizar sus respectivos imágenes de sus estrellas del pop». Todd VanDerWerff de The A.V. Club también tomó nota de la glorificación de Jackson, y señaló que «cada vez que el espectáculo se convierte en el episodio sobre temas de Michael Jackson, es quedarse desolado por completo». Afirmó que lo que estaba «raro» sobre el episodio fue que «lo que no funcionó fue el espectáculo, mientras que lo que hizo el trabajo fueron los más pequeños, basados en caracteres historias», que «siempre la columna vertebral algunas de las otras orientadas al espectáculo de los episodios tienen carecía de». Futterman fue uno de los muchos críticos que tomaron nota de una nueva característica de este episodio tributo cuando comentó sobre el «impedimento inicial de la colocación de productos, obligó a forzar el tiempo» en nexo con el "Immortal World Tour". Rae Votta de Billboard pensó que la inclusión fue un «poco brillante de la interpretación y sin energía», pero Michael Slezak de TVLine calificó de «ridículamente poco sutil del producto de la colocación».
Aunque la decisión de Rachel de aceptar la propuesta de matrimonio de Finn fue recibido con escepticismo, Canning, habló por muchos cuando dijo que su trama en el episodio fue su mejor momento en mucho tiempo con «algunos momentos apremiantes». También se refirió a los «consejos increíblemente real» de Quinn, y VanDerWerff dijo que la escena «iba bien hasta que a lo largo de los últimos 10 segundos» de ese consejo. Bell, alabó como «creíble» de la escena en la que Rachel «se rompe frente a Kurt», y Slezak, dijo «Me encantó esa escena de la celebración de su amigo Kurt llorando delante de las taquillas». La escena de Kurt con su padre era la «escena favorita» de Bell, que me dijo fue «un momento muy emotivo entre padre e hijo. Fue perfecto». Flandez también llamó la escena de Burt con su hijo como «perfecto» por la «entrega el sobre de NYADA a su hijo», y Lesley Goldberg de The Hollywood Reporter describe su escena como «otra gran joya de Burt».
Kubicek caracterizó el hecho de que Sebastián no fue detenido por herir a Blaine como «un giro de la trama absurda». Criticó a Kurt para ocultar la evidencia y escribió: «El plan de Santana no es vicioso o medio, se está haciendo justicia. Sebastián cometido un delito y debe pagar por ello». Slezak pensaba que la decisión de si la policía se le daría pruebas de Santana debería haber sido de Blaine para hacer, y Lynch planteó que «hablar con la policía» puede enseñar a Sebastián «que las acciones violentas tienen consecuencias jurídicas». Chaney se mostró incrédulo ante las declaraciones de Will con el coro en la materia, sobre todo, «A menos que tenga pruebas de que ha manipulado el granizado, la policía no se están involucrando». Kubicek llamó la ira de Artie que llevó a «Scream», un arco de la historia que «va a ninguna parte y era sólo un pretexto mal escrito para hacer esa canción», pero Votta estaba impresionado de que «aprendemos más acerca de la frustración de Artie en esta escena de fantasía que tenemos en 3 temporadas». Canning escribió que «como extraños como el extendido en la canción «Scream» la construcción hasta ese momento era «perfecto».

### Música

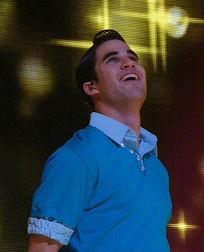
El «espectáculo astuto» de Blaine (en la foto) hizo de él un «natural de la voz principal» en «Wanna Be Startin' Somethin'».

Las interpretaciones musicales del episodio se les dio una mejor recepción que el episodio en su conjunto, aunque hubo algunas voces disidentes, y no cada canción fue recibida con el mismo entusiasmo. Slezak describió el episodio como «repleto de increíbles canciones y números de baile», y Votta escribió que «los números musicales propios eran fuertes, fantástico y conmovedor a la historia». Amy Reiter, de The Los Angeles Times declaró: "La música era buena, el baile, mejor". Chaney escribió que "muchos" de los números musicales son "imitaciones débiles", que se reflejó en su clasificación: su grado medio para los nueve números era una "C +", y su grado más alto era un solo "B +".
La primera canción fue «Wanna Be Startin 'Somethin'», que Bell dijo que «era un homenaje divertido a Michael Jackson, y marcó la pauta para el resto del episodio». Futterman dijo que «talento para el espectáculo mancha» de Blaine le hizo un «natural para la voz principal», y Slezak calificó como «el mejor uso de Darren Criss en bastante tiempo» y le dio una «A-». Lynch también le dio una «A-», y dijo de Criss «capture el entusiasmo y la valentía de lo original». Sullivan era otro admirador de «la maravilla pura de Darren Criss» en la canción, y lo caracterizó como «un tributo que es más respetuoso que ningún otro en el episodio». Chaney disintió de la aprobación general, le dio un «C +» y escribió que «el número era grande y ostentosa forma apropiada, pero musicalmente, que sonaba como todo el funk, se había agotado la derecha de ella". Ella se describe como «Bad» de manera similar como se lo dio una «C-»: «esta canción también sonó notablemente vivo». Sullivan tampoco estaba impresionado; escribió que la actuación permitió que «el mundo supiera cómo suena "Bad" después de que se haya agotado cada gramo de peligro». Lynch le dio un "B" y escribió que "tan tonto como una pelea de pandillas coreografía entre los adolescentes en unos sonidos de estacionamiento (y era), la coreografía era fresco y la actitud fue muy divertido». Slezak también elogió la coreografía de la lucha, y afirmó que «dieron escalofríos» cuando Santana cantó el coro, y dio a la canción de «B +». Futterman tomó nota de la «vuelta de tuerca interesante» en el arreglo de la canción «gracias a la inclinación de las currucas de un a capella». Votta describe el número de «por encima de las interpretaciones de las Dreamgirls que Glee hizo».

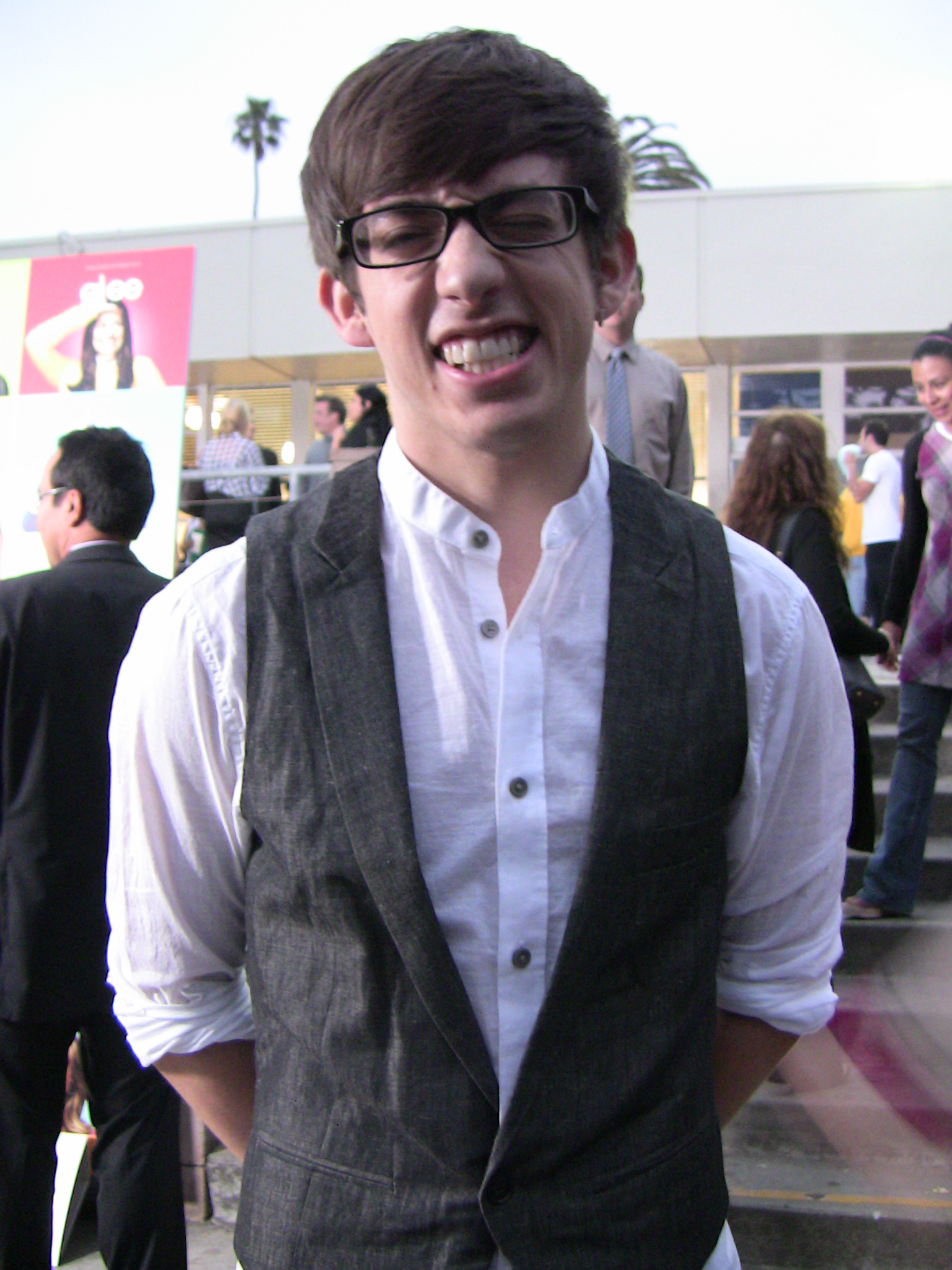
Varios revisores lamentó que McHale (en la foto) no podía bailar con más frecuencia en el programa.

El rendimiento de Kevin McHale como Artie en «Scream», inspirado varios críticos, entre ellos Kate Stanhope de TV Guide y Bell, para escribir acerca de su pesar de que McHale no podía bailar con más frecuencia en el programa. Reiter lo llamó «un recurso muy infrautilizado de Glee» y llamó al número de «el mejor momento de la danza» del episodio, y Bell declaró: «Tengo una palabra para este número: épico», Flandez lo calificó como un «trabajo fenomenal», y citó «las actuaciones asesinas de Stanhope» de McHale en este número y otros como prueba de que con sólo de Artie «hay vida» en nuevas direcciones . Lynch llamó al número de «impresionante» y le dio una «A +», y Goldberg lo describió como «un ejemplo perfecto de lo que el espectáculo se parece a cuando está funcionando a toda máquina»; ambos revisores elogió el baile de ambos artistas. Chaney escribió que la actuación «carecía de la energía y la agresividad genuina de la canción original de Michael con Janet Jackson, aunque por lo menos Kevin McHale y Harry Shum Jr. llegaron a mostrar sus habilidades de baile», y le dio una «C». Ella sentía que «Never Can Say Goodbye», a la que se dio un «B-», «trabajó mucho mejor que todas las pistas que le precedió», ya que adaptó la canción para el show «en lugar de tratar de superar a Jackson». Lynch lo llamó «un buen resumen del viaje de su personaje, pero no vocalmente suficientemente impresionante como para justificar la escucha fuera de el episodio» y le dio un «B». Bell lo describe como «una interpretación blanda», pero Stanhope dijo que era «dulce y reflexiva». Futterman escribió que era «una canción muy apropiada para la voz sensual de Quinn y el volteado el sentido de que da la letra», y Slezak tenía una opinión similar: él le dio un «A» y lo calificó como un «ajuste muy bonita» por su voz.
Votta y Futterman tanto, dijo que Sam y Mercedes sonaba «muy bien juntos» en «Human Nature», y Futterman también felicitó a sus voces solistas «su ella contenida y emotiva, su rock crudo», y resumió: «Es una buena interpretación». La mayoría de los críticos de las otros también tomó nota de lo bien que sus voces sonaban juntos, incluyendo Chaney, quien dio a la canción un «B-», y Bell, quien llamó a sus armonías «fuera de este mundo, increíble». Lynch y Slezak cada uno elogió la ternura en la voz de Riley, Lynch dio a la canción «A», y Slezak una «A-». «Ben», sin embargo, recibió comentarios mixtos mucho más, y varios revisores consideró que era extraño, ya que Chaney dijo, cantar una canción acerca de una rata «a un tipo que no se llama Ben y llevaba un parche en el ojo", Futterman, que llama «un poco indeciso» y VanDerWerff, fue más preciso, comento que la canción sonaba «raro». A pesar de ello, Chaney dio a la canción una «B», uno de sus grados más altos de la noche, en parte porque dio Colfer «una excusa para acertar las notas altas», mientras que Dan Futterman señaló que «le va bien en las notas altas», y elogió a los versos de Rachel y Finn. Bell, sin embargo, llama la canción "un aburrimiento", y Slezak era muy infeliz con la «entrega interminable», lo calificó con una "D".
«Smooth Criminal» era el número más elogiado de la noche. Tanto Slezak y Lynch le dio un «A +» antes lo llamó «un clásico instantáneo de Glee», que «me tenía al borde de la silla musical, de principio a fin» y Lynch escribió «Santana se declaró la ganadora, pero los vencedores reales fueron 2Cellos, los violonchelistas de Croacia, cuya intensidad maníaca robó la escena». Slezak estaba igualmente impresionado por 2Cellos— «este realmente es un dueto entre Santana y Sebastantian vestidos de negros y los increíbles violonchelos»— y Futterman los llamó «furiosamente increíbles» y dijo de la canción, «es la banda sonora perfecta para uno de los villanos más astutos del espectáculo: Santana gime, Sebastian canaliza su versión vendida de Chuck Bass». Bell describió a Smooth Criminal como "uno de los mejores espectáculos de la noche», y añadió «Santana fue impecable». Chaney clasificó a «Smooth Criminal» con una «D».
Slezak describió el dueto de «I Just Cant Stop Loving You» como «muy bonita», y Chaney dijo que «Lea Michele cantaba esta canción de Jackson de la manera más bella posible, con Cory Monteith». Votta escribió que «fue una de las canciones de Finn que más me ha a gustado», y Futterman señaló que Finn celebró «su propia interpretación vocal, a comparación de la de Rachel», le gustaba el hecho de que se Finn cantando a Rachel en vez de la forma habitual él estaba «agradecido al equipo de Glee por la asignación de las canciones en cada trama». Lynch consideró que la canción «parecía frenar el episodio de otro modo rítmico», y habría preferido que se había cortado la canción y «mantener la versión de "The Warblers I Want You Back" en su lugar». Él estaba más entusiasmado con «Black or White», que la calificó como «musicalmente impresionante, pero confuso y drástico» lo calificó con una «A-». Futterman dijo que «Artie, una vez más le impresiono las interpretación que hizo de MJ», y Goldberg declaró que el «coro a cargo de Santana conduce el rap de Artie» eran «la clave en este episodio». Bell, de acuerdo en que la canción demostró que «sigue siendo el Artie de Nuevas Direcciones vamos con el rap», pero señaló que no cree que New Directions ha demostrado con éxito lo que ellos «sabían el verdadero significado de Michael Jackson". Chaney fue poco entusiasta y dio a la canción una «C», mientras que Flandez tenía la opinión más negativa de ella: «Sebastián Smythe nos dieron nuestra reacción correcta: un aplauso».